# Siderastrea
Genre
Siderastrea est un genre de coraux durs de la famille des Siderastreidae.

## Liste d'espèces
Le genre Siderastrea comprend les espèces suivantes :
| Selon World Register of Marine Species (13 juillet 2015) : - Siderastrea glynni Budd & Guzman, 1994 - Siderastrea radians (Pallas, 1766) - Siderastrea savignyana Milne Edwards & Haime, 1850 - Siderastrea siderea (Ellis & Solander, 1768) - Siderastrea stellata Verrill, 1868 | Selon ITIS (13 juillet 2015) : - Siderastrea glynni Budd & Guzman, 1994 - Siderastrea radians (Pallas, 1766) - Siderastrea savignyana Milne-Edwards & Haime, 1850 - Siderastrea siderea (Ellis & Solander, 1786) |

Selon Paleobiology Database (13 juillet 2015) :
- Siderastrea adkinsi
- Siderastrea banksi
- Siderastrea bertrandiana
- Siderastrea clarki
- Siderastrea columnaris
- Siderastrea conferta
- Siderastrea crenulata
- Siderastrea cuyleri
- Siderastrea dalli
- Siderastrea dubiosa
- Siderastrea froehlichiana
- Siderastrea hillsboroensis
- Siderastrea italica
- Siderastrea mendenhalli
- Siderastrea micrommata
- Siderastrea miocenica
- Siderastrea pliocenica
- Siderastrea propitia
- Siderastrea radians
- Siderastrea savignyana
- Siderastrea scotia
- Siderastrea senecta
- Siderastrea siderea
- Siderastrea silecensis
- Siderastrea splendida
- Siderastrea stellata
- Siderastrea tuckerae
- Siderastrea vancouverensis
- Siderastrea washingtonensis